# إلين بروسيويتز
إلين بروسيويتز (بالسويدية: Ellen Brusewitz)‏ مواليد 10 نوفمبر 1878 في يونشوبينغ - الوفاة 17 مايو 1952 في ستوكهولم، كانت لاعبة كرة مضرب سويدية. سبق أن شاركت في دورة الألعاب الأولمبية الصيفية حيث نافست في فردي السيدات في الألعاب الأولمبية الصيفية 1912 وجاءت في المركز السابع.

## روابط خارجية
- إلين بروسيويتز على موقع الاتحاد الدولي لكرة المضرب (الإنجليزية)
- إلين بروسيويتز على موقع اللجنة الأولمبية الدولية (الإنجليزية)
- إلين بروسيويتز على موقع أوليمبيديا (الإنجليزية)
- إلين بروسيويتز على موقع اللجنة الأولمبية السويدية (السويدية)